# Arroyo Mataperros Chico
El arroyo Mataperros Chico es un curso de agua uruguayo que atraviesa el departamento de  Salto perteneciente a la cuenca hidrográfica del Río de la Plata.
Nace en la Cuchilla de los Arapeyes y desemboca en el Arroyo Mataperros Grande, un afluente del río Arapey.